# Персі-ан-Норманді
Персі-ан-Норманді (фр. Percy-en-Normandie) — муніципалітет у Франції, у регіоні Нижня Нормандія, департамент Манш. Персі-ан-Норманді утворено 1 січня 2016 року шляхом злиття муніципалітетів Ле-Шефрен i Персі. Адміністративним центром муніципалітету є Персі. Населення — 2614 осіб (01.01.2021).